# Liste der Monuments historiques in Avrigney-Virey
Die Liste der Monuments historiques in Avrigney-Virey führt die Monuments historiques in der französischen Gemeinde Avrigney-Virey auf.

## Liste der Immobilien
| Bezeichnung       | Beschreibung                                                | Standort                                | Kennzeichnung | Schutzstatus | Datum | Bild           |
| ----------------- | ----------------------------------------------------------- | --------------------------------------- | ------------- | ------------ | ----- | -------------- |
| Backhaus          | 1833 erbaut, Architekten Louis Moreau und Maximin Painchaud | Avrigney, 2 rue de la Planchotte (Lage) | PA00102331    | Inscrit      | 1992  | weitere Bilder |
| Kirche St-Étienne | 1760 erbaut, Architekt Jean-Charles Colombot                | Avrigney, rue devant l’Eglise (Lage)    | PA00102114    | Classé       | 1989  | weitere Bilder |

## Liste der Objekte
| Bezeichnung                              | Beschreibung | Standort                                  | Kennzeichnung | Schutzstatus | Datum | Bild |
| ---------------------------------------- | --- | ----------------------------------------- | ------------- | ------------ | ----- | ---- |
| Gemälde Stiftung des Rosenkranzes        | Ölfarbe auf Holz, Ende des 17. Jahrhunderts | Avrigney, in der Kirche St-Étienne (Lage) | PM70000081    | Classé       | 1960  |      |
| Kanzel                                   | Holz, farbig gefasst und vergoldet, Mitte des 18. Jahrhunderts | Avrigney, in der Kirche St-Étienne (Lage) | PM70000082    | Classé       | 1970  |      |
| Kosmas-und-Damian-Reliquiar              | Holz, farbig gefasst und vergoldet, bezeichnet 1693 | Avrigney, in der Kirche St-Étienne (Lage) | PM70000084    | Classé       | 1975  |      |
| Skulptur Madonna mit Kind und Weintraube | Holz, farbig gefasst, 16. Jahrhundert | Virey, in der Kirche St-Léger (Lage)      | PM70000085    | Classé       | 1960  |      |
| Weihwasserbecken und Taufbecken          | Stein, 18. Jahrhundert | Avrigney, in der Kirche St-Étienne (Lage) | PM70000087    | Classé       | 1988  |      |
| Maria-Rosenkranz-Altar                   | linker Seitenaltar; Altartisch, Retabel und Gemälde; Holz, farbig gefasst und vergoldet, Ölfarbe auf Leinwand, zweite Hälfte des 18. Jahrhunderts                                                                 | Avrigney, in der Kirche St-Étienne (Lage) | PM70000088    | Classé       | 1988  |      |
| Johannes-der-Täufer-Altar                | rechter Seitenaltar; Altartisch und Retabel: Holz, farbig gefasst und vergoldet, zweite Hälfte des 18. Jahrhunderts; Gemälde: Ölfarbe auf Leinwand, 18. Jahrhundert; Abschrankung: Schmiedeeisen, 19. Jahrhundert | Avrigney, in der Kirche St-Étienne (Lage) | PM70000089    | Classé       | 1988  |      |
| Hauptaltar                               | Altartisch, Retabel, Wandvertäfelung und Kommunionbank; Holz und Stuck, farbig gefasst und vergoldet, Schmiedeeisen, datiert 1754, Entwurf Jean-Charles Colombot                                                  | Avrigney, in der Kirche St-Étienne (Lage) | PM70000083    | Classé       | 1970  |      |
| Skulptur Heiliger Claudius (?)           | Stein, ehemals farbig gefasst, 16. Jahrhundert | Virey, in der Kirche St-Léger (Lage)      | PM70000086    | Classé       | 1960  |      |
| Skulptur Heiliger Stefan                 | Holz, farbig gefasst und vergoldet, um 1800 | Avrigney, in der Kirche St-Étienne (Lage) | PM70002027    | Inscrit      | 2002  |      |
| Hauptaltar                               | Holz, Anfang des 18. Jahrhunderts | Virey, in der Kirche St-Léger (Lage)      | PM70002028    | Inscrit      | 2002  |      |
| Tabernakel                               | Holz, vergoldet, Mitte des 18. Jahrhunderts | Virey, in der Kirche St-Léger (Lage)      | PM70002029    | Inscrit      | 2002  |      |
| Kommunionbank                            | Schmiedeeisen, 18. Jahrhundert | Virey, in der Kirche St-Léger (Lage)      | PM70002030    | Inscrit      | 2002  |      |